# Dipendenza funzionale
Una dipendenza funzionale è una proprietà emergente delle relazioni in una base di dati relazionale, descrivibile come un legame sistematico tra le istanze degli attributi compresi in una relazione.

## Definizione
Data una relazione {\displaystyle r} su uno schema relazionale {\displaystyle R(X)} e due sottoinsiemi di attributi non vuoti {\displaystyle Y} e {\displaystyle Z} di {\displaystyle X}, si dice che esiste su {\displaystyle r} una dipendenza funzionale tra {\displaystyle Y} e {\displaystyle Z} se per ogni coppia di tuple {\displaystyle t_{1}} e {\displaystyle t_{2}} di {\displaystyle r} aventi gli stessi valori sugli attributi {\displaystyle Y}, {\displaystyle t_{1}} e {\displaystyle t_{2}} hanno gli stessi valori anche sugli attributi {\displaystyle Z}:
{\displaystyle \forall t_{1},t_{2}\in r,t_{1}[Y]=t_{2}[Y]\rightarrow t_{1}[Z]=t_{2}[Z]}
Verrà denotato con {\displaystyle \langle R(X),F\rangle } uno schema {\displaystyle R(X)} in cui è definito un insieme F delle dipendenze funzionali. Un'istanza {\displaystyle r} di {\displaystyle R(X)} è detta istanza legale di {\displaystyle \langle R(X),F\rangle }  quando essa soddisfa tutte le dipendenze funzionali di F.
Un'implicazione logica si ha quando, partendo da uno schema {\displaystyle \langle R(X),F\rangle }  e una dipendenza funzionale {\displaystyle Y\rightarrow Z}, ogni istanza legale r di  {\displaystyle \langle R(X),F\rangle }  soddisfa anche {\displaystyle Y\rightarrow Z}, si dirà così che {\displaystyle F} implica logicamente {\displaystyle Y\rightarrow Z}, indicata come {\displaystyle F\vDash Y\rightarrow Z}.

### Esempio
Prendiamo come esempio uno studente universitario identificato con un ID, il quale sostiene degli esami e per ognuno di essi ottiene un voto, la dipendenza funzionale risulta essere:
{\displaystyle {\{}ID,ESAME{}\}\rightarrow VOTO}

## Chiusura di un insieme di dipendenza funzionale
La chiusura è essenzialmente l'intero set di valori che possono essere determinati da un insieme di valori noti per un determinato rapporto con le sue dipendenze funzionali. Formalmente:
Dato un insieme F di dipendenze funzionali, di uno schema {\displaystyle \langle R(X),F\rangle }, la sua chiusura {\displaystyle F^{+}} è l'insieme delle dipendenze funzionali che sono implicate logicamente da {\displaystyle F}:
{\displaystyle F^{+}={\{}Y\rightarrow Z|F\vDash Y\rightarrow Z{}\}}

### Esempio
{\displaystyle R(A,B,C,D)}:
1. {\displaystyle A\rightarrow B}
2. {\displaystyle B\rightarrow C}
3. {\displaystyle AB\rightarrow D}

## Chiave e superchiave
Se prendiamo una chiave {\displaystyle K} di una relazione {\displaystyle r} si può facilmente verificare che esiste una dipendenza funzionale tra {\displaystyle K} e un qualunque altro attributo o insieme di attributi dello schema di {\displaystyle r}, cioè in uno schema {\displaystyle \langle R(X),F\rangle } e {\displaystyle K\subseteq X}, allora {\displaystyle K} è detta chiave dello schema se:
{\displaystyle K\rightarrow X} è in {\displaystyle F^{+}}    e    {\displaystyle \not \exists Y\subset K} tale che {\displaystyle Y\rightarrow X} è in {\displaystyle F^{+}}
Per definizione stessa di vincolo di chiave, non possono esistere due tuple con gli stessi valori su {\displaystyle K} e quindi una dipendenza funzionale che ha {\displaystyle K} al primo membro sarà sempre soddisfatta. Si fa presente che non è detto però che, dato un attributo di una relazione, questo dipenda completamente da tutta la chiave primaria della relazione stessa: è possibile che un attributo (non appartenente all'insieme degli attributi chiave primaria) dipenda in modo completo anche solo da un sottoinsieme della chiave primaria.
Chiameremo superchiave ogni soprainsieme di una chiave.